# Cyathea tussacii
Cyathea tussacii är en ormbunkeart som beskrevs av Nicaise Augustin Desvaux. Cyathea tussacii ingår i släktet Cyathea och familjen Cyatheaceae. Inga underarter finns listade.